# پتریتولی
پتریتولی (به ایتالیایی: Petritoli) یک کومونه در ایتالیا است که در استان فرمو واقع شده‌است.

## خصوصیات
پتریتولی ۲۳٫۸ کیلومترمربع مساحت و ۲٬۴۹۴ نفر جمعیت دارد و ۳۵۸ متر بالاتر از سطح دریا واقع شده‌است.

## خواهرخوانده
شهر ویدور خواهرخواندهٔ پتریتولی هست.